# Bläsbock
Bläsbock, även kallad brokbock eller buntbock (Damaliscus pygargus) är en art i underfamiljen ko-, lyr- och gnuantiloper. Den förekommer i Sydafrika och Lesotho. 

## Taxonomi
Det skiljs vanligen mellan två underarter.
- Damaliscus pygargus pygargus, Brokbock, Buntbock eller Bontebock[4], i områdena Fynbos och Renosterveld i Västra Kapprovinsen.
- Damaliscus pygargus phillipsi, Bläsbock, kring högplatån Highveld i provinsen Gauteng.

## Utseende
Mankhöjden ligger mellan 80 och 100 centimeter och vikten mellan 50 och 90 kilogram. Pälsens grundfärg är hos underarten D. p. pygargus mörkbrun med de mörkaste ställen på huvudet, vid kroppssidornas nedre delar och på lårens utsida. Särskilt hos hannar glänser djurets rygg i purpur. Hos den andra underarten är ovansidan mer rödbrun utan inslag av violett. Buken, extremiteternas undersida och svansroten är vita. Även från hornens rot till nosen finns en vit fläck som mellan ögonen är smalare. Hos underarten D. pygargus phillipsi är hela fläcken smalare och mellan ögonen finns vanligen en brun tvärstrimma som delar ansiktsfläcken i två delar. Skulderbladens ansats höjer sig tydligt över den övriga ryggen och huvudet blir fram till nosen smalare. Hos bägge kön finns svarta horn som påminner om en lyra.
Hos underarten brokbock är extremiteterna nedanför knäna helt vita. Enda undantaget är smala mörka strimmor på frambenens framsida. De nedre extremiteterna av bläsbock är på utsidan bruna. Ungar har vid födelsen en ljusbrun päls och färgen som är typisk för vuxna exemplar uppnås efter cirka åtta månader. Körtlarna ovanför ögonen är tydlig synliga.

## Ekologi
Honor av bläsbock lever i grupper med i genomsnitt tre individer. Deras revir är 10 till 40 hektar stort. I sällsynta fall består flocken av upp till 17 individer. Hannar har avgränsade revir och ansluter sig ibland till honornas grupper i området. Under parningstiden försvarar de sina flockar mot andra hannar.
Ett exemplar i fångenskap blev 21 år och 8 månader gammalt.

## Bevarandestatus
Bägge underarterna har minskat betydlig i beståndet. D. pygargus phillipsi håller på att återhämta sig och beståndet uppskattas till 240 000 individer. Av D. pygargus pygargus finns bara 870 individer kvar och IUCN listar underarten som starkt hotad. Underarterna kan para sig med varandra och därför är det ibland svårt att skilja dem åt. För att skydda arten inrättades 1931 Bontebok nationalparken i Sydafrika.